# Kod Graya
Kod Graya, zwany również kodem refleksyjnym – dwójkowy kod bezwagowy niepozycyjny, który charakteryzuje się tym, że dwa kolejne słowa kodowe różnią się tylko stanem jednego bitu. Jest również kodem cyklicznym, bowiem ostatni i pierwszy wyraz tego kodu także spełniają wyżej wymienioną zasadę.
Kodem Graya długości n jest ciąg wszystkich {\displaystyle 2^{n}} różnych ciągów n cyfr {0,1}, ustawionych tak, że dwa kolejne ciągi cyfr różnią się dokładnie jedną z nich.
Używa się go w przetwornikach analogowo-cyfrowych, szczególnie w systemach gdzie występują po sobie kolejne wartości np. czujniki położenia/obrotu. Kodów Graya można używać do etykietowania pojedynczych procesorów w sieci będącej hiperkostką.

## Rozszerzanie kodu Graya
Rozszerzanie kodu Graya o 1 bit przeprowadza się według następującego algorytmu:
1. Dopisz te same słowa kodowe, ale w odwrotnej kolejności (odbicie lustrzane)
2. Do początkowych wyrazów dopisz bit o wartości zero, natomiast do odbitych lustrzanie bit o wartości 1.

### Przykład konstruowania kodu 4-bitowego
| kod 1-bitowy | odbicie lustrzane | dopisanie zer i jedynek |
| ------------ | ----------------- | ----------------------- |
| 0 1          | 0 1 0             | 0 1 0                   |

| kod 2-bitowy | odbicie lustrzane    | dopisanie zer i jedynek         |
| ------------ | -------------------- | ------------------------------- |
| 00 01 11 10  | 00 01 11 10 11 01 00 | 000 001 011 010 110 111 101 100 |

| kod 3-bitowy                    | odbicie lustrzane                                           | dopisanie zer i jedynek                                                         |
| ------------------------------- | ----------------------------------------------------------- | ------------------------------------------------------------------------------- |
| 000 001 011 010 110 111 101 100 | 000 001 011 010 110 111 101 100 101 111 110 010 011 001 000 | 0000 0001 0011 0010 0110 0111 0101 0100 1100 1101 1111 1110 1010 1011 1001 1000 |

## Przykład prostej konwersji pomiędzynaturalnym kodem binarnyma kodem Graya

### Konwersja z naturalnego kodu binarnego na kod Graya
Zamiast konstruowania tablicy kodu Graya dla liczby zapisanej w kodzie dwójkowym można znaleźć odpowiednik w kodzie Graya w następujący sposób:
1. przesunąć liczbę w postaci binarnej o jeden bit w prawo (podzielić przez 2)
2. wykonać operację XOR na odpowiednich bitach liczby i wyniku dzielenia liczby przez 2.

W języku C tę operację można zapisać następującym wyrażeniem: gray = liczba ^ (liczba / 2) lub gray = liczba ^ (liczba >> 1).

### Konwersja z kodu Graya na naturalny kod binarny
Kolejne cyfry naturalnego kodu binarnego wyznacza się iteracyjnie, od najbardziej znaczącej, w oparciu o odpowiednią cyfrę kodu Graya i poprzednio wyznaczoną cyfrę kodu naturalnego:
1. przyjmij pierwszą (najbardziej znaczącą) cyfrę kodu naturalnego równą pierwszej cyfrze kodu Graya
2. każdą kolejną cyfrę oblicz jako różnicę symetryczną (XOR) odpowiedniej cyfry kodu Graya i poprzednio wyznaczonej cyfry kodu naturalnego.

Przykład przeliczenia:
| Krok | Kod Graya | XOR         | Kod naturalny |
| ---- | --------- | ----------- | ------------- |
| 1.   | 1010      | 1 → 1       | 1–––          |
| 2.   | 1010      | 0 xor 1 → 1 | 11––          |
| 3.   | 1010      | 1 xor 1 → 0 | 110–          |
| 4.   | 1010      | 0 xor 0 → 0 | 1100          |

Wynik: słowu 1010 w kodzie Graya odpowiada ciąg 1100 w kodzie naturalnym, czyli liczba 12. Rzeczywiście, jak pokazuje przedstawiona wyżej konstrukcja, 1010 jest trzynastym słowem kodowym 4-bitowego kodu, a więc (przy numeracji rozpoczynającej się od zera) odpowiada mu liczba 12.

## Kod Graya jako zagadnienie grafowe
Niech G będzie grafem. Jeżeli {\displaystyle V(G)} będzie zbiorem {\displaystyle \{0,1\}^{n}} wszystkich ciągów cyfr binarnych długości n i połączymy dwa ciągi (wierzchołki) krawędzią tylko wtedy, gdy różnią się one na jednej pozycji, to cykl Hamiltona w G wyznacza jednoznacznie kod Graya długości n.